# Чемпионат мира по самбо 1983
VII Чемпионат мира по самбо 1983 года прошёл в Киеве (СССР) 30 сентября — 1 октября в рамках объединённого чемпионата мира по классической, вольной борьбе и самбо. Чемпионат мира по самбо среди женщин состоялся в октябре в Мадриде (Испания).

## Медалисты

### Мужчины
| Весовая категория | Золото                         | Серебро                        | Бронза                                                  |
| ----------------- | ------------------------------ | ------------------------------ | ------------------------------------------------------- |
| до 48 кг          | Нурислам Халиулин · СССР       | Димитар Димитров · НРБ         | Дунхуудийн Тегче · МНР Т. Джонс · США                   |
| до 52 кг          | Халтмаагийн Баттулга · МНР     | Геннадий Белоглазов · СССР     | Эмиль Методиев · НРБ Л. Дурранче · США                  |
| до 57 кг          | Мигель Анхель Гарсия · Испания | Александр Аксёнов · СССР       | А. Петров · НРБ Нямжав Бадрахын · МНР                   |
| до 62 кг          | Валентин Минев · НРБ           | Хусейн Мараев · СССР           | Г. Хурулбатор · МНР Мануэль Хименес · Испания           |
| до 68 кг          | Галдангийн Жамсран · МНР       | Михаил Левицкий · СССР         | Д. Маццо · Италия Валентин Цочев · Болгария             |
| до 74 кг          | Николай Баранов · СССР         | Цэндийн Дамдин · МНР           | Л. Делчев · НРБ Джон Идаррета · Испания                 |
| до 82 кг          | Аркадий Бузин · СССР           | Зундуйн Дэлгэрдалай · МНР      | П. Миликин · НРБ Д. Мартин · США                        |
| до 90 кг          | Александр Пушница · СССР       | Майкл Гетлинг · США            | Дамбажавын Цендаюуш · МНР Хосе Валеро · Испания         |
| до 100 кг         | Михаил Баранов · СССР          | Одвогийн Балжинням · МНР       | Джорджо Ди Алессандро · Италия Георгий Йовев · Болгария |
| свыше 100 кг      | Владимир Сободырев · СССР      | Сарангерелийн Хурэлбатор · МНР | Марин Герчев · НРБ Артуро Санторум · Испания            |

## Командное первенство
1. СССР;
2. МНР;
3. НРБ;
4. Испания;
5. США;
6. Италия.